# A priori e a posteriori
A priori (do latim, caso genitivo de prior, "de antes" ou "do anterior") e a posteriori (do latim, caso genitivo de posterior, "do seguinte", "do depois" ou "do posterior") são expressões filosóficas para distinguir dois tipos de conhecimento ou argumento. Os termos a priori e a posteriori são usados principalmente como adjectivos em grau comparativo para modificar o substantivo "conhecimento", ou serem substantivos compostos que se referem a um tipo de conhecimento (por exemplo, conhecimento a priori). No entanto, "a priori" às vezes é usado como um adjetivo para modificar outros substantivos, como "verdade". Além disso, muitas vezes os filósofos modificam este uso. Por exemplo, "aprioridade" e "aprioricidade" são por vezes utilizados como substantivos para referir (aproximadamente) para a qualidade de ser "a priori".

## Conceito

### A priori
- A priori é o conhecimento ou justificação independente da experiência (por exemplo, "Todos os solteiros não são casados"). Galen Strawson afirmou que um argumento a priori é aquele em que "você pode ver que é  verdadeiro apenas deitado em seu sofá. Você não tem que se levantar do seu sofá e sair para examinar a forma como as coisas no mundo físico são, pois são apenas um fenômeno. Você não tem que fazer qualquer ciência".[4]

### A posteriori
- A posteriori é o conhecimento ou justificação dependente de experiência ou evidência empírica,[5] ou seja, depende de o objeto do qual será retirado o conhecimento esteja disposto aos meus sentidos, o individuo precisa ver, ou sentir, ou tocar, para, a partir dessa premissa, começar o raciocínio. Um exemplo de conhecimento a posteriori seria a indagação "qual é o efeito da lactose em um indivíduo intolerante?". Pode-se perceber que esse questionamento não pode ser respondido sem pesquisas científicas, sendo necessário realizar testes com lactose em um indivíduo intolerante para conhecer os efeitos e responder à questão. Outro exemplo seria o questionamento relacionado às ciências humanas: há desigualdade socioeconômica nas sociedades ocidentais pós-modernas? Isso apenas seria comprovado ou refutado a partir do empirismo e da observação.

## História
O filósofo do século XIII Tomás de Aquino, na Summa Theologica, escreveu: "A demonstração pode ser feita de duas maneiras: uma é através da causa, é chamada de "a priori", é argumentar apenas sobre o que está antes. A outra maneira é através do efeito, e é chamada de demonstração "a posteriori"; é argumentar a partir do que é anterior relativamente apenas a nós. Quando um efeito é mais conhecido para nós do que sua causa, a partir do efeito passamos ao conhecimento da causa. Assim todos os efeitos da existência e sua causa podem ser demonstrados, desde que os seus efeitos são mais conhecidos para nós, porque uma vez que cada efeito depende de sua causa, se o efeito existe, a causa deve pré-existir".
Alberto da Saxônia, um lógico do século XIV, escreveu sobre conhecimento a priori e a posteriori. George Berkeley,o filósofo irlandês esboçou a distinção em seu Tratado sobre os princípios do conhecimento humano, de 1710, embora os termos já fossem bem conhecidos nesta época.

## Relação com o necessário/contingente
A noção de a priori é uma noção epistêmica, que caracteriza o modo como uma proposição é conhecida, o de ser conhecida independentemente da experiência. Ao introduzir a noção de conhecimento a priori, Immanuel Kant equacionou-a com a de necessidade estabelecendo a seguinte equivalência: uma proposição é conhecível a priori se, e somente se, for necessária. Foi preciso esperar por Saul Kripke, alguém que questionou tal conexão. Essa conexão foi praticamente refutada no clássico "Naming and Necessity", 1972. Contudo, ainda permanecem alguns resistentes. Mesmo que não aceitemos os argumentos de Kripke, também não se pode admitir a conexão sem argumentos, como até então se fazia. Em primeiro lugar, é preciso notar que a distinção entre conhecimento a priori e a posteriori é uma distinção epistêmica acerca de modos de conhecer, ao passo que a distinção entre necessário e contingente é uma distinção metafísica acerca de tipos de verdade.
Em Kant, são a priori, ou seja, universais e necessárias, as formas ou intuições puras da sensibilidade (espaço e tempo), as categorias do entendimento e as ideias da razão. Claude Bernard afirma que ideia a priori é aquela que se apresenta sob a forma de uma hipótese cujas consequências devem ser submetidas ao critério experimental. Após Kant, alguns filósofos têm considerado a relação entre "aprioricidade", analiticidade e necessidade de serem muito próxima. De acordo com Jerry Fodor, "o  Positivismo, em particular, tinha como certo que verdades a priori devem ser necessárias...". No entanto, desde Kant, a distinção entre as proposições sintéticas e analíticas tinham se alterado ligeiramente. As proposições analíticas foram amplamente consideradas como sendo "verdadeiras em virtude de significados e independentemente do fato", enquanto proposições sintéticas não, deve-se realizar algum tipo de investigação empírica, olhando para o mundo, para determinar os valores-verdade de proposições sintéticas.
As definições desses termos por Kripke, no entanto, divergem de forma sutil daquelas de Kant. Levando em conta essas diferenças, a análise controversa de Kripke de nomear como contingente e a priori melhor se encaixam no quadro epistemológico de Kant, chamando-a "analítica a posteriori".
Assim, a relação entre "aprioricidade", a necessidade e analiticidade não é fácil de se compreender. No entanto, a maioria dos filósofos, pelo menos, parecem concordar que, embora as várias distinções podem se sobrepor, as noções claramente não são idênticas: a distinção a priori/a posteriori  é epistemológica, a distinção analítica/sintética é linguística e a distinção necessário/contingente é metafísica.
A justificação a priori repousa em intuições racionais, ou ideias, mas há uma variedade de pontos de vista sobre a natureza dessas intuições ou insights. Há também muitas objeções à ideia de que intuições racionais fornecem qualquer tipo de justificação. Racionalistas pensam que pode haver um conhecimento a priori do mundo, enquanto empiristas negam isso.

## Leituras adicionais
- Boghossian, P. & Peacocke, C., eds. (2000). New Essays on the A Priori, Oxford: Oxford University Press.
- Descartes, René. (1641). "Meditations on First Philosophy". In Cottingham, et al. (eds.), The Philosophical Writings of Descartes, Cambridge University Press, 1984.
- Fodor, Jerry. (1998). Concepts: Where Cognitive Science Went Wrong, New York: Oxford University Press.
- Fodor, Jerry. (2004). "Water's water everywhere", London Review of Books, Vol. 26, No. 20, dated 21 October 2004.
- Greenberg, Robert. "Kant's Theory of A Priori Knowledge", Penn State Press, 2001 ISBN 0-271-02083-0
- Heisenberg, Werner. (1958). "Physics and Philosophy: The Revolution in Modern Science", pp. 76–92. New York: Harper & Row.
- Hume, David. (1777). An Enquiry concerning Human Understanding, Nidditch, P. N. (ed.), 3rd. ed., Oxford: Clarendon Press, 1975.
- Jenkins, C. S. (2008). A Priori Knowledge: Debates and Developments, in Philosophy Compass 3.
- Immanuel Kant (2012). Crítica da razão pura. [S.l.]: Ed. Vozes. ISBN 978-85-326-4324-7. Consultado em 21 de julho de 2013
  - «Critique of Pure Reason». (em inglês)
- Immanuel Kant (2008). Prolegómenos a Toda a Metafísica Futura. [S.l.]: Almedina Brasil - Edições 70. ISBN 9789724415345
  - «Prolegomena to any Future Metaphysics» (em inglês)
- Kripke, Saul. (1972). "Naming and Necessity", in Semantics of Natural Language, edited by D. Davidson and G. Harman, Boston: Reidel. (Reprinted in 1980 as Naming and Necessity, Cambridge, MA: Harvard University Press.)
- Leibniz, Gottfried. (1714). Monadology, in Philosophical Essays, edited and translated by Roger Ariew and Daniel Garber, Indianapolis: Hackett, 1989.
- Locke, John. (1689). An Essay Concerning Human Understanding, Prometheus Books.
- Plato. (380 B.C.). Meno, in Plato: Complete Works, Cooper, J. M. (ed.), Indianapolis: Hackett, 1997.
- Quine, W. V. O. (1951). "Two Dogmas of Empiricism", The Philosophical Review, Vol. 60, pp. 20–43.